# Luis Castelló
Luis Castelló Pantoja (Guadalcanal, Sevilla, 26 de marzo de 1881-Madrid, 27 de septiembre de 1962), fue un militar español, general de Infantería, uno de los casos más dramáticos de la guerra civil española. Ministro de la Guerra republicano durante los primeros meses de la contienda, hizo lo posible para frenar el caos revolucionario que sucedió al Golpe de Estado de julio de 1936.

## Biografía

### Segunda República
En el plano familiar, fue tío del diputado socialista por la provincia de Badajoz Juan Simeón Vidarte. Fue uno de los tres jefes militares (los otros dos eran Francisco Franco y Carlos Masquelet Lacaci) que estuvieron presentes en la reunión de Eduardo López Ochoa con los ministros de la Guerra (Diego Hidalgo) y de Gobernación (Eloy Vaquero Cantillo), donde se organizó la represión de la insurrección de Asturias en 1934.

### Guerra Civil
General de brigada del Arma de Infantería al mando de la 2.ª Brigada de Infantería y comandante militar de la plaza de Badajoz consigue que el regimiento Castilla no se incorpore a la sublevación permaneciendo del lado del gobierno, y con él las fuerzas de orden público. Vidarte le comunica su ascenso a jefe de la I División Orgánica tras la destitución de Virgilio Cabanellas Ferrer (aunque nunca llegaría a ejercer el mando), trasladándose a Madrid el 19 de julio de 1936. Dejó en Badajoz a su mujer y dos hijas que serían apresadas por los sublevados tras la conquista de la ciudad por el entonces coronel Juan Yagüe.
Al llegar a Madrid fue inmediatamente nombrado ministro de la Guerra en el gabinete presidido por José Giral, sustituyendo a José Miaja Menant y ocupando el cargo hasta el 6 de agosto de 1936, cuando le sucedió Juan Hernández Saravia. Según Ramón Salas Larrazábal:

...Castelló vio pronto que no pasaba de ser un ministro nominal. También allí había llegado la revolución y el poder lo ejercía en el Ministerio un comité constituido por el teniente coronel Hernández Saravia, los comandantes Hidalgo de Cisneros, Chirlandas y Mezquita, los capitanes Cordón, Núñez Mazas y Freire y el teniente Martín Blazquez.

Pese a las dificultades Castelló hizo lo posible para frenar el caos revolucionario de la retaguardia republicana y organizar los esfuerzos militares; así, el 20 de julio destituye al general García Antúnez poniendo la I División Orgánica en manos del general Riquelme. En Consejo de Ministros se opuso a la invasión de Mallorca proyectada por el capitán Alberto Bayo (que se realizaría el 16 de agosto de 1936 y resultaría un rotundo fracaso) argumentando la necesidad de emplear las fuerzas tanto en la defensa de Madrid como también en los asedios de Zaragoza y Huesca, en el casi desguarnecido Frente de Aragón.
Tras su cese como ministro de la Guerra se hace cargo del Gobierno militar de Madrid, donde cada vez se encuentra más depresivo. Fuertemente impresionado por el fusilamiento de su hermano por las milicias anarquistas y por la prisión de su esposa e hijas en manos de los sublevados, sufrió una grave crisis nerviosa y debió ser internado en el psiquiátrico de Leganés. Tras su salida, se refugió en la embajada francesa, donde permaneció hasta la primavera de 1937, cuando se trasladó a Francia.

### Detención y últimos años
En 1942 fue detenido en la Francia ocupada por la policía secreta nazi, la Gestapo, y entregado a la Dictadura franquista. Las autoridades franquistas lo juzgaron y condenaron a muerte. Pasó tres años en prisión antes de ser indultado en 1946. Tras una larga enfermedad falleció en compañía de sus hijas el 27 de septiembre de 1962.